# Bystřec (zaniklá osada)
Bystřec (2. pád Bystrce) je zaniklá středověká osada ležící v Rakoveckém údolí přibližně 4 kilometry jihovýchodně od Jedovnic v Moravském krasu. Archeologické výzkumy prokázaly, že vesnice byla založena při kolonizaci Drahanské vrchoviny v polovině 13. století pravděpodobně kolonisty z Dolního Rakouska. Jednalo se o typickou dvouřadou lesní lánovou ves, jejíž usedlosti se nacházely na terasách po obou stranách potoka Rakovce. Z původních 7 usedlostí se postupně rozrostla až na 22 stavení. Osada zanikla násilným způsobem na počátku 15. století, kdy byla vypálena. Díky systematickému archeologickému výzkumu prováděnému v letech 1975–2005 patří Bystřec k nejlépe prozkoumaným zaniklým středověkým vesnicím ve střední Evropě.

## Historie
Bystřec byl založen v polovině 13. století v rámci tzv. velké kolonizace, kdy bylo neobydlené území Drahanské vrchoviny osidlováno především německy mluvícími kolonisty z Dolního Rakouska. Samotná vesnice vznikla jako součást holštejnského panství, které v té době patřilo patrně rodu pánů z Čeblovic. Archeologicky je datována její existence již od druhé poloviny 13. století, ačkoliv první písemná zmínka o osadě pochází až z roku 1349, kdy je v zemských deskách uvedena pod německým názvem Merhlinslag. Roku 1371, kdy Vok II. z Holštejna nechal zapsat věno své manželce Skonce na vsích holštejnského panství, je osada již uváděna pod počeštěným názvem Bystricz. České jméno se objevuje i v dalších zápisech z let 1385 a 1437, kdy je ves uváděna jako Bystrzecz. O zániku vesnice existují různé teorie. Starší práce, včetně výzkumů Ervína Černého, uváděly, že ves zanikla během husitských válek, a to buď v roce 1423 nebo 1431. Ludvík Belcredi však na základě studia zápisů v zemských deskách později doložil, že Bystřec byl zničen již během moravských markraběcích válek v létě roku 1401 Ješkem Puškou z Kunštátu a Otaslavic. Po této události zůstal obydlený pouze jeden kamenný dům, a tak se Bystřec ještě v roce 1437 uvádí jako osídlený. V roce 1464 však již prameny kolem pustého Bystrce zmiňují pouze louky a lesy. Vesnice tedy definitivně zanikla mezi lety 1437 a 1464.

## Archeologický výzkum
Lokalitu bývalé středověké osady identifikoval a povrchově zkoumal Ervín Černý v 50. letech 20. století. Systematický archeologický výzkum zde byl zahájen v roce 1975 pod vedením Vladimíra Nekudy a od roku 1981 byl veden Ludvíkem Belcredim, který jej dokončil v roce 2005. Jedná se o jeden z nejrozsáhlejších archeologických výzkumů středověké vesnice v České republice, který trval celých 30 let. Během výzkumu byl odkryt kompletní půdorys vesnice, která čítala 19 usedlostí. Různý počet komor (2-8) v těchto usedlostech svědčí o značné majetkové diferenciaci obyvatel. Archeologové identifikovali různé typy staveb – kůlové konstrukce, srubové stavby, celokamenné komory (sýpky) a přístřešky z lehkých dřevěných konstrukcí. Výzkum přinesl mimořádné množství nálezů – keramiky, kovových předmětů i organických materiálů. Díky násilnému způsobu zániku vesnice (požárem) se zachovaly jedinečné nálezové okolnosti a celky, které umožnily detailní rekonstrukci každodenního života ve středověké vesnici. Mezi nejzajímavější nálezy patří velké množství kovových předmětů nalezených na jednotlivých usedlostech, což dokládá vysokou úroveň materiální kultury tehdejších obyvatel. Na základě archeologického výzkumu bylo možné rekonstruovat způsob založení vesnice, vyměření parcel i jejich návaznost na zaniklé plužiny (polnosti), které jsou známy v celé své rozloze. Celková výměra zaniklé plužiny Bystřece byla 393 hektarů.

## Současný stav
Lokalita zaniklé středověké osady Bystřec se nachází v nadmořské výšce 450-460 metrů v Rakoveckém údolí na území obce Jedovnice. Dnes je toto místo přístupné veřejnosti a jsou zde zachovány stopy po archeologickém výzkumu včetně odkrytých základů některých usedlostí. Návštěvníci jsou díky informačním tabulím seznámeni s historií lokality, jejím vznikem, životem a zánikem. Obec Jedovnice ve spolupráci s Muzejní a vlastivědnou společností v Brně zde vybudovala naučnou stezku, která představuje tuto významnou archeologickou lokalitu širší veřejnosti. V Muzejní a vlastivědné společnosti v Brně a v Moravském zemském muzeu je uložena většina archeologických nálezů z této lokality. Vzhledem k rozsahu a kvalitě archeologického výzkumu je Bystřec považován za jeden z nejvýznamnějších dokladů středověkého osídlení ve střední Evropě a stal se důležitým zdrojem poznání každodenního života na středověké vesnici.

## Galerie

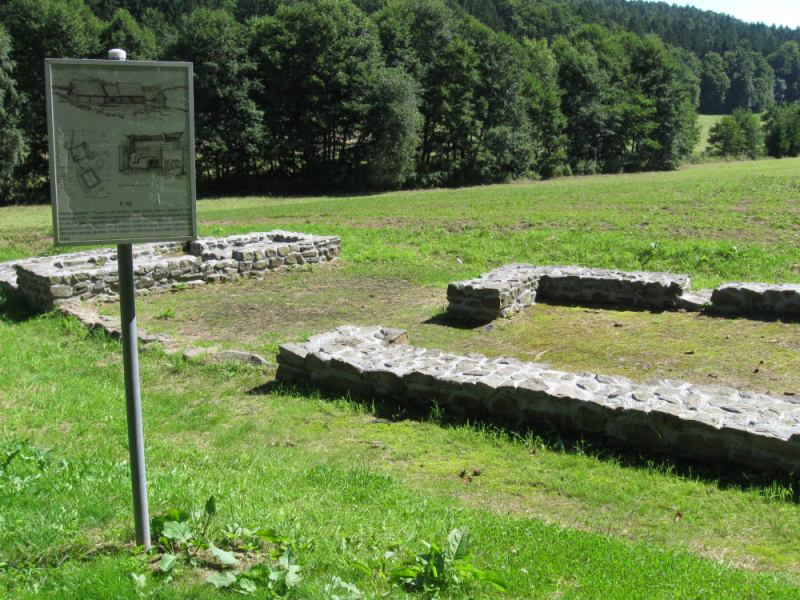
Pozůstatky vesnice
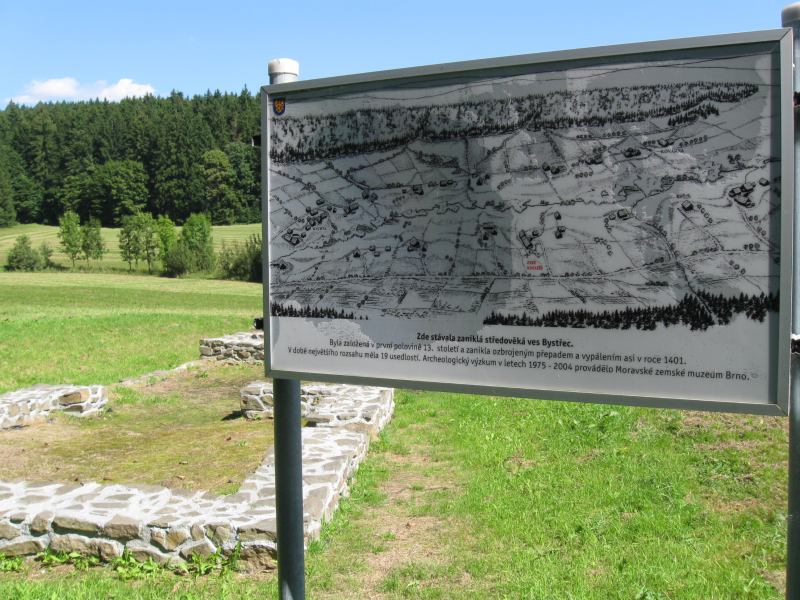
Informační tabule
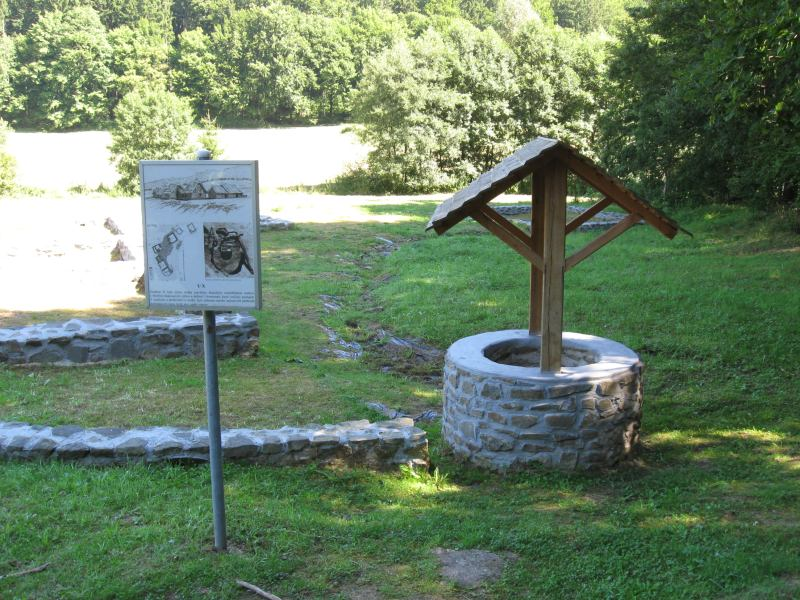
Studna
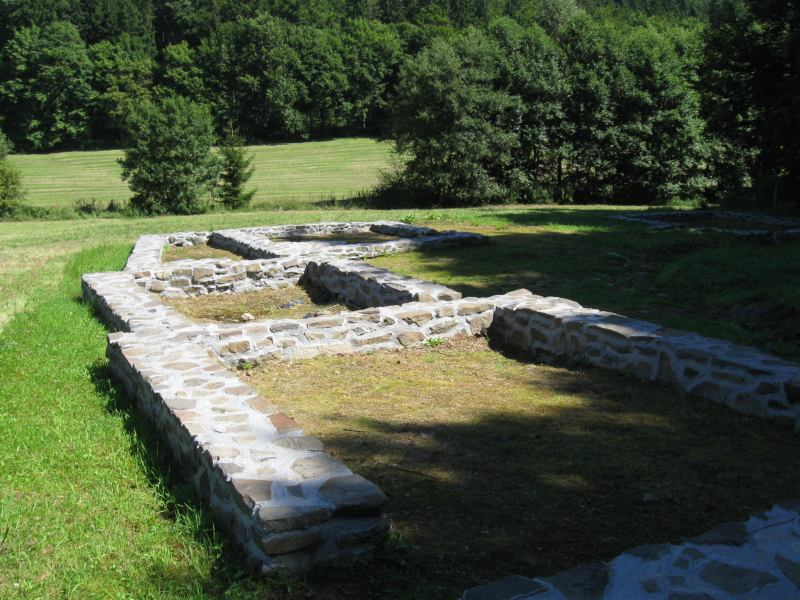
Základy zaniklých budov
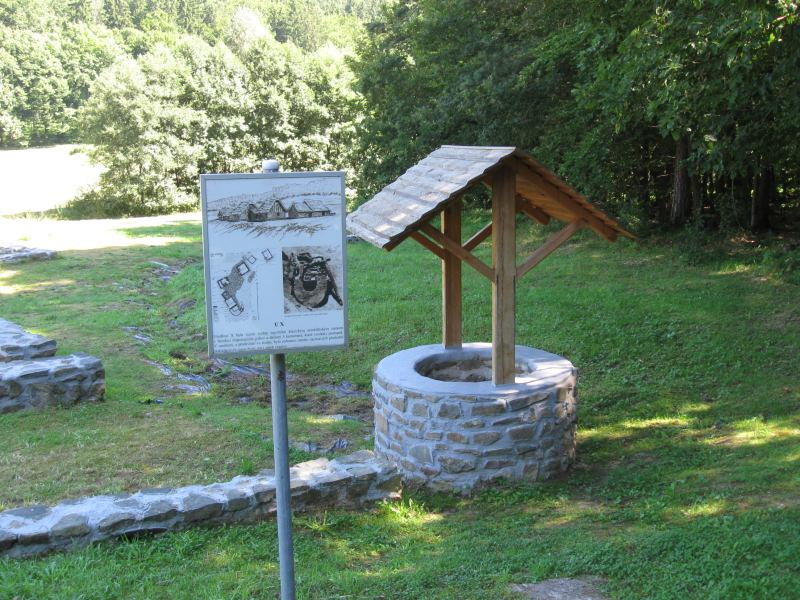
Tabule informační stezky
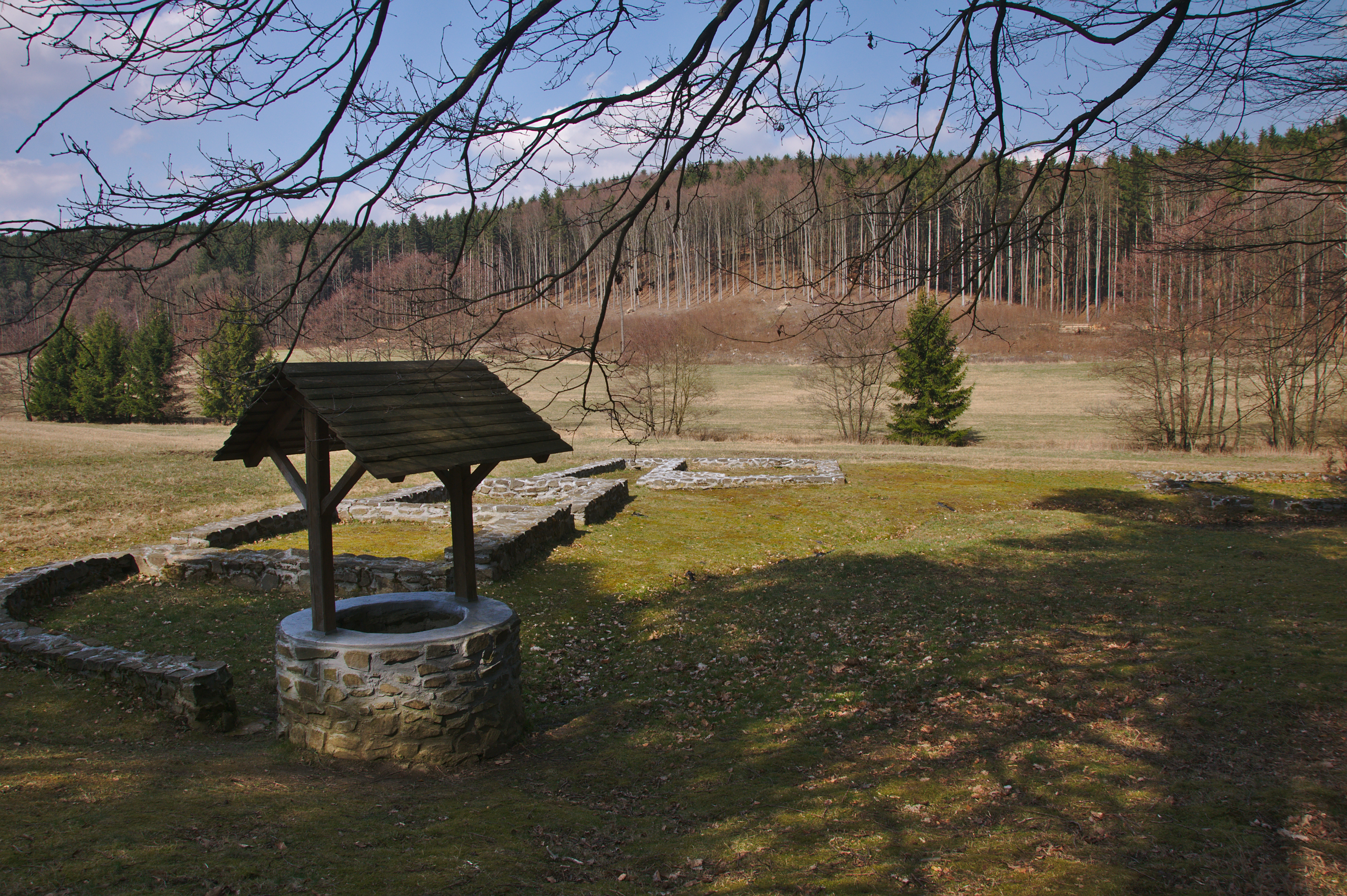
Terénní relikty (pohled)
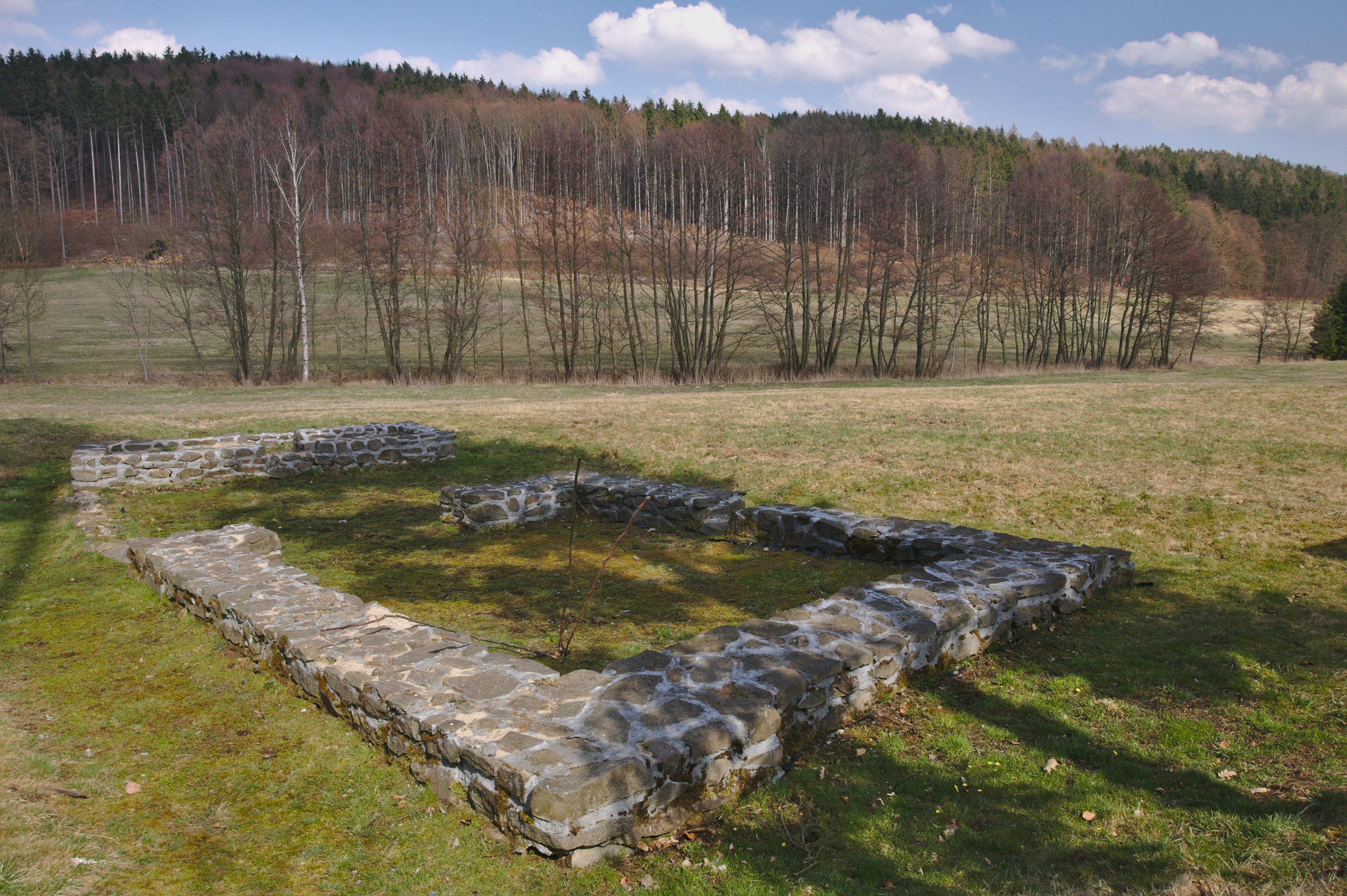
Terénní relikty (pohled)